# Caranx latus
O Caranx latus é uma espécie de peixe teleósteo da família dos carangídeos que habita da costa atlântica dos Estados Unidos até o estado brasileiro do Rio de Janeiro. Tais peixes chegam a medir até 80 cm de comprimento, possuindo o dorso azul-escuro, os flancos prateados ou dourados e o ventre amarelado. São conhecidos pelos nomes populares de araximbora, carapau, garacimbora, guaracema, guaraçuma, guaraiúba, guarajuba, guarambá, guaricema, xaréu-olhão e xerelete.